# Calonectris
Calonectris là một chi chim trong họ Procellariidae.